# José Luis Martínez Gullota
José Luis Martínez Gullotta, né le 12 janvier 1984 à San Rafael, dans la province de Mendoza (Argentine), est un joueur de football argentin qui joue au poste de gardien de but au Racing Club de la première division argentine.